# 維格納準概率分佈
參見維格納分佈.
維格納準概率分佈 (又稱維格納方程式或是Wigner–Ville distribution)是個準概率分佈. 1932年，Eugene winger利用維格納準概率分佈開始研究將古典統計力學用量子修正來解釋的方法。目標是連接出現在薛丁格方程式裡的波函數至機率分佈裡的相空間.
在給定的量子力學波函數ψ(x)，維格納準概率分佈是所有空間自相關函數的一個母函數.因此1927時，赫爾曼·外爾 提出在量子機率密度函數，它扮演真實相空間函數及厄密特運算子的映射角色。事實上，它是密度矩陣中的維格納-魏爾變換，用來實現在相空間中的運算子。後來由讓威樂在1948年重新推導成為信號的本地時頻能量的二次表示法，可以有效的作為頻譜圖。
在1949年，何塞·恩里克·莫雅尔認可它作為量子動量生成函數，因此在相空間裡，變成所有量子期望值和量子力學的一種優雅編碼的基礎，(比較時頻分析轉換關係)。它應用在統計力學，量子化學，量子光學，經典光學和信號分析，在不同的領域，如電子工程，地震，時頻分析，音樂信號，在生物學和語音處理譜圖，和發動機設計。

## 關於經典力學
一個經典的粒子具有確定的位置和動量，因此它是由相空間中的點表示。 
在劉維爾密度中，發現粒子在相空間中特定位置的概率是由一個機率分佈決定。然而由於不確定性原理，這種嚴格的解釋未能闡述量子粒子。相反地，準概率維格納分佈扮演一個類似的角色，雖然並不滿足所有傳統機率分佈特性但滿足古典分佈不能使用有界的特性。
例如，維格納分佈通常可分析負的狀態，是量子波干涉方便的指標。透過一個尺寸大於ħ的濾波器(例如，用一個相空間高斯，一個魏爾斯特拉斯函數轉換來得到Husimi表示式如下)可以平滑化維格納分佈，創造一個正半定的功能。
負值的區域可以被證實是小的，這些區域不能延伸到緊湊區域以外幾個ħ，所以根據經典極限論'消失。由於不確定性原理不允許
相空間區域小於ħ內精確位置，因此反應"負的機率"少一點的自相矛盾。

## 定義與意義
維格納分佈P(x,p)定義如下:
{\displaystyle P(x,p)~{\stackrel {\mathrm {def} }{=}}~{\frac {1}{\pi \hbar }}\int _{-\infty }^{\infty }\psi ^{*}(x+y)\psi (x-y)e^{2ipy/\hbar }\,dy\,}
其中ψ為波函數，x和p為位置和動量但也可以是任何共軛變量對（即電場的信號的或頻率和時間的實部和虛部）。
也可以寫成，
{\displaystyle P(x,p)={\frac {1}{\pi \hbar }}\int _{-\infty }^{\infty }\varphi ^{*}(p+q)\varphi (p-q)e^{-2ixq/\hbar }\,dq}
φ為ψ的傅立葉轉換.
在3D裡，
{\displaystyle P({\vec {r}},{\vec {p}})={\frac {1}{(2\pi )^{3}}}\int \psi ^{*}({\vec {r}}+\hbar {\vec {s}}/2)\psi ({\vec {r}}-\hbar {\vec {s}}/2)e^{i{\vec {p}}\cdot {\vec {s}}}\,d^{3}s.}
一般情況下密度矩陣的維格納分佈，包含混合態，
{\displaystyle P(x,p)={\frac {1}{\pi \hbar }}\int _{-\infty }^{\infty }\langle x+y|{\hat {\rho }}|x-y\rangle e^{-2ipy/\hbar }\,dy,}
其中⟨x|ψ⟩ = ψ(x).這個維格納轉換是魏爾變換的反轉換，它映射相空間方程式至希爾伯特空間。
因此，維格納函數是量子力學在相空間的基石。
1949年何塞·恩里克·莫雅爾闡明維格納分佈是如何提供相空間的整合測量(類似於一個概率密度分佈)，讓相空間方程式的期望值g(x,p)能夠由魏爾轉換(即魏爾變換和以下的性值七)以古典概率論的方法唯一的和運算子Ĝ產生關聯。
特別地，Ĝ的期望值是維格納變換的"相空間平均"，如下
{\displaystyle \langle {\hat {G}}\rangle =\int \!dx\,dp~P(x,p)~g(x,p)~.}

## 數學性質
1.  P(x, p)是實數
2.  x 和p的概率分佈由邊緣決定：
- {\displaystyle \int _{-\infty }^{\infty }dp\,P(x,p)=\langle x|{\hat {\rho }}|x\rangle .}如果系統是純態，則{\displaystyle \int _{-\infty }^{\infty }dp\,P(x,p)=|\psi (x)|^{2}}
- {\displaystyle \int _{-\infty }^{\infty }dx\,P(x,p)=\langle p|{\hat {\rho }}|p\rangle }. 如果系統是純態，則{\displaystyle \int _{\infty }^{\infty }dx\,P(x,p)=|\varphi (p)|^{2}}
- {\displaystyle \int _{-\infty }^{\infty }dx\int _{-\infty }^{\infty }dp\,P(x,p)=Tr({\hat {\rho }})}
- 通常密度矩陣ρ̂的秩為1

3.  P(x, p)有以下的反射對稱性：
- 時間對稱性：{\displaystyle \psi (x)\rightarrow \psi (x)^{*}\Rightarrow P(x,p)\rightarrow P(x,-p)}
- 空間對稱性：{\displaystyle \psi (x)\rightarrow \psi (-x)\Rightarrow P(x,p)\rightarrow P(-x,-p)}

4.  P(x, p)是伽利莱協變：
- {\displaystyle \psi (x)\rightarrow \psi (x+y)\Rightarrow P(x,p)\rightarrow P(x+y,p)}
- 不是勞倫茲協變性

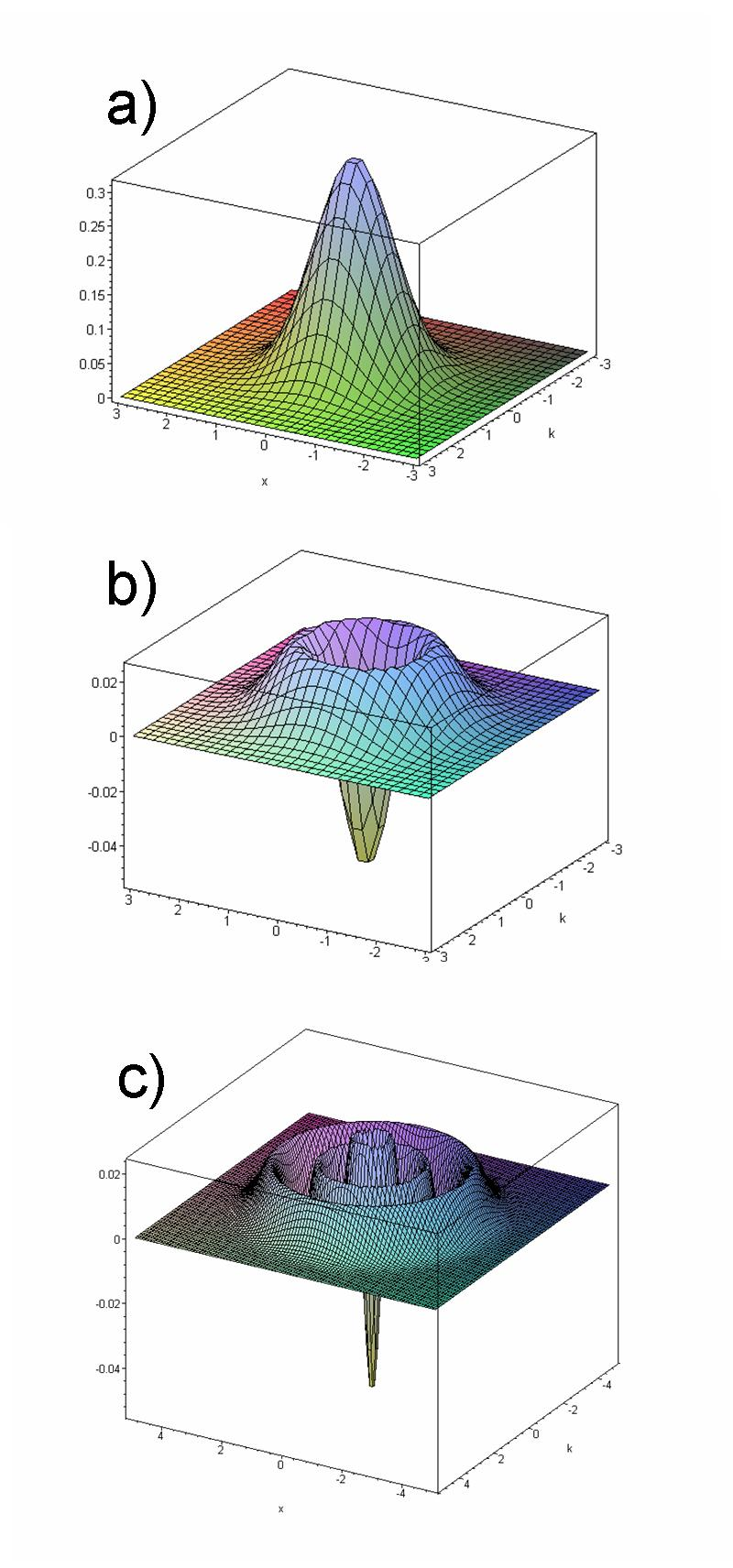
Figure 1: The Wigner quasiprobability distribution for a) the vacuum b) An n = 1 Fock state (e.g. a single photon) c) An n = 5 Fock state.

5.  如果沒有外力作用，在相位空間中每個點的運動方程式符合經典力學：
- {\displaystyle {\frac {\partial P(x,p)}{\partial t}}={\frac {-p}{m}}{\frac {\partial P(x,p)}{\partial x}}}

事實上如果外力是諧波也滿足
6.  狀態重疊的計算公式：
- {\displaystyle |\langle \psi |\theta \rangle |^{2}=2\pi \hbar \int _{-\infty }^{\infty }dx\,\int _{-\infty }^{\infty }dp\,P_{\psi }(x,p)P_{\theta }(x,p)}

7.  期望值運算子被認為是維格那變換的相空間平均：
- {\displaystyle g(x,p)\equiv \int _{-\infty }^{\infty }dy\,\langle x-y/2|{\hat {G}}|x+y/2\rangle e^{ipy/\hbar },}
- {\displaystyle \langle \psi |{\hat {G}}|\psi \rangle =Tr({\hat {\rho }}{\hat {G}})=\int _{-\infty }^{\infty }dx\,\int _{-\infty }^{\infty }dpP(x,p)g(x,p).}

8.  為了使P(x, p)代表物理(正)密度矩陣：
- {\displaystyle \int _{-\infty }^{\infty }dx\,\int _{-\infty }^{\infty }dp\,P(x,p)P_{\theta }(x,p)\geq 0~,}

9.  利用柯西- Schwarz不等式，對於純的狀態，它被限制為有界，
- {\displaystyle -{\frac {2}{h}}\leq P(x,p)\leq {\frac {2}{h}}.}

## 維格納演進方程式

Figure 2: Wigner function for the simple harmonic oscillator ground state, displaced from the origin of phase space (i.e., a coherent state). (Click to animate.) Note the rigid rotation, identical to classical motion: this is a special feature of the SHO. From the general pedagogy web-site.

對於希伯特空間的運算子Ĝ和相空間的g(x,p)而言，維格納變換是一般的反轉換，如下：
{\displaystyle g(x,p)=\int _{-\infty }^{\infty }ds~e^{ips/\hbar }\langle x-{\frac {s}{2}}|\ {\hat {G}}\ |x+{\frac {s}{2}}\rangle .}
厄密特運算子映射至實域。它的反轉換被稱為魏爾轉換，
{\displaystyle \langle x|\ {\hat {G}}\ |y\rangle =\int _{-\infty }^{\infty }{dp \over h}~e^{ip(x-y)/\hbar }g\left({x+y \over 2},p\right),}

## 交叉項問題
雖然維格納準機率分布具有好的時頻聚集性，但是，對於多分量的訊號，會出現所謂的”交叉項”，是一種”虛假訊號”，這是維格納準機率分部的一大缺陷。
交叉項是因為多個分量的訊號中不同訊號之間的交叉作用，而在時頻分部中，交叉項一般會有震盪的現象，並且導致訊號的時頻特徵模糊。
因此，如何有效的抑制交叉項，對時頻分析來說是個重要的議題。。

## 維格納分佈的其他用途

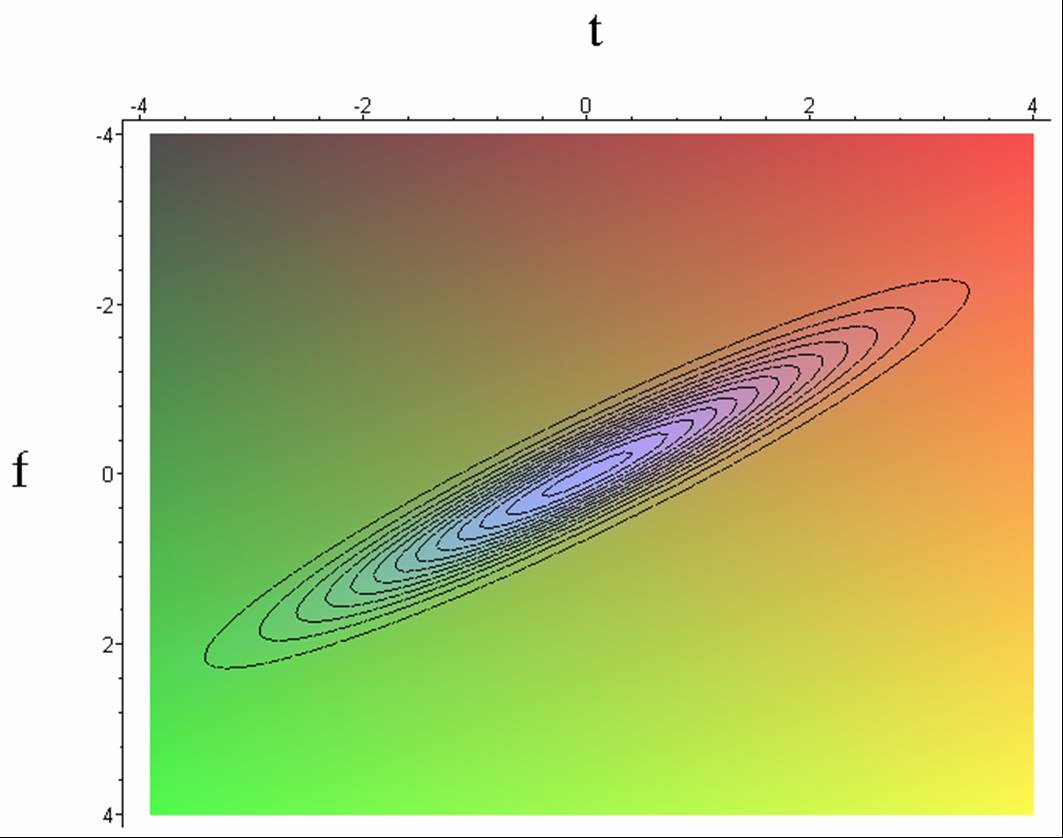
Figure 7: A contour plot of the Wigner–Ville distribution for a chirped pulse of light. The plot makes it obvious that the frequency is a linear function of time.

- 在光學系統像是望遠鏡或光纖通訊設備中的設計，維格納方程式被用來橋接簡單光線追跡和系統的全波分析之間的差距。在這方面，維格納方程式是最好的方法能描述系統中的光線位置x 及角度θ且包含干擾的影響。
- 在信號分析中，維格納方程式能表示隨時間變換的電信號，機械震動或是聲波。這裡，x取代時間，p/ħ取代角頻率ω = 2πf。
- 在超快光學，短激光脈衝具有維格納方程式的特性，參數和上一行一樣。參見圖七。

## 延伸阅读
- M. Levanda and V Fleurov, "Wigner quasi-distribution function for charged particles in classical electromagnetic fields", Annals of Physics, 292, 199–231 (2001). arXiv:cond-mat/0105137